# Пожарье (Тверская область)
Пожарьё — деревня в Сандовском муниципальном округе Тверской области России.

## География
Деревня находится на берегу реки Улука в 32 км на юго-запад от центра муниципального округа посёлка Сандово. 

## История
В 1896 году в селе на месте сгоревшей деревянной была построена каменная Воздвиженская церковь, метрические книги с 1780 года. 
В конце XIX — начале XX века село входило в состав Топалковской волости Весьегонского уезда Тверской губернии. 
С 1929 года деревня являлась центром Пожарского сельсовета Молоковского района Бежецкого округа Московской области, с 1935 года — в составе Калининской области, с 1954 года — в составе Топалковского сельсовета, с 2005 года — в составе Большемалинского сельского поселения, с 2020 года — в составе Сандовского муниципального округа. 

## Население
| 1859 | 1889 | 2010 |
| ---- | ---- | ---- |
| 224  | ↘207 | ↘12  |

## Достопримечательности
В деревне расположена недействующая Церковь Воздвижения Креста Господня (1896).